# Épervier de Cuba
Astur gundlachi
Espèce
Statut de conservation UICN

 EN C2a(i) : En danger
Statut CITES
L'Épervier de Cuba (Astur gundlachi), aussi appelé Épervier de Gundlach, est une espèce rare de rapaces endémique de l'île de Cuba.

## Mœurs
Il préfère les zones boisées. Il se nourrit principalement d'oiseaux dont les volailles domestiques.

## Menace / protection
L'épervier de Cuba est victime de la destruction de son habitat, et de la chasse car il est considéré comme nuisible pour l'élevage de volailles (piège, destruction de l'arbre où il fait son nid).

## Sous-espèces
D'après la classification de référence (version 14.1, 2024) de l'Union internationale des ornithologues, l'Épervier de Cuba possède 2 sous-espèces (ordre philogénique) :
- Astur gundlachi gundlachi Lawrence, 1860 ;
- Astur gundlachi wileyi Wotzkow, 1991.